# Znamienka (obwód orłowski)
Znamienka (ros. Знаменка) – osada typu miejskiego w zachodniej Rosji, na terenie obwodu orłowskiego.
Miejscowość leży w rejonie orłowskim i liczy 12 035 mieszkańców (1 stycznia 2005 r.), tj. ok. 20% całej populacji rejonu.
Osada jest jedynym ośrodkiem miejskim na terenie rejonu, gdyż centrum administracyjne tej jednostki podziału terytorialnego - miasto Orzeł znajduje się w bezpośrednim podporządkowaniu obwodu.
W miejscowości tej znajdują się m.in. zakład przemysłu olejowego i stacja kolejowa.